# Ryōta Murata
Ryōta Murata (村田 諒 太, Murata Ryōta; Nara, 12 januari 1986) is een Japanse bokser. Als amateur won hij de gouden medaille op de Olympische Spelen van 2012 in de middengewichtklasse. Hij is voormalig WBA-titelhouder.

## Amateurcarrière
Murata won goud op de Olympische Spelen van 2012, en won verder ook een zilveren medaille op de AIBA World Boxing Championships in 2011 en een bronzen medaille op de Aziatische Kampioenschappen in 2005 in Ho Chi Minhstad in de categorie middengewicht.

## Profcarrière
Hij begon zijn professionele loopbaan op 25 augustus 2013. In de volgende twee jaar won hij 7 opeenvolgende wedstrijden, waaronder 5 door knock-out. Op 7 november 2015 had hij zijn eerste wedstrijd buiten Japan, waar hij Gunnar Jackson uit Nieuw-Zeeland versloeg door middel van een unanieme jurybeslissing. Op 20 mei 2017 vocht hij tegen Hassan N'Dam N'Jikam voor de reguliere WBA-titel in Tokio, maar verloor door een verdeelde beslissing van de jury.  Op 22 oktober 2017 vond de rematch plaats, deze won Murata en werd hierdoor WBA middengewicht kampioen.